# ホーチミン医科薬科大学
ホーチミン医科大学(Ho Chi Minh Medicine and Pharmacy University)は、ベトナムのホーチミン市にある医科大学である。ベトナムで最も高く医学と薬学に関して評価されているの大学の一つ。

## 概要
ホーチミン市医科薬科大学は、1947年にフランス植民地時代のフランス領インドシナにおけるサイゴン大学医学学校として設立された。初代学長はマッシアス教授が就任。ホーチミン市の3区第3地区のTestard / Tran Quy Cap通りにあった（Vo Van Tan Street today）。
ベトナム戦争後の1976年10月に、ベトナム共産党の権威によって、3大学を統合しホーチミン市医科薬科大学と改称。統合後は、基礎科学と基礎医学の実践分野は、パストゥー研究所（寄生虫、微生物について学ぶために使用された）、人体研究所（解剖学用）、サイゴン病院（化学用）などのホーチミン市周辺だった。組織体の設置は、組織学、生理学、病気、解剖学について学ぶために使用された。医学と薬学を専攻する学生は、本館で1961年まで学び、薬学部はNam Ki Khoi Nghia Streetに移転した。
1966年11月16日、医学と歯科学に関する設備が整った施設を備えた医学ラーニングセンター（ホンバンストリート、5区）へ移転。500席のメインホール、300席の3つの講堂、図書館、ラボなどが併設している。
1976年10月27日、政府はサイゴン大学の研究所を再編し、コレクティブ大学、工科大学、ホーチミン市技術教育大学、ホーチミン市薬学、薬学大学、建築大学、農学大学、教育大学の8大学になった。再編された歯科大学の名称が大学のシステムの一部門であるという事実を反映していないが、今日まで正式に使用されている。
1999年、公衆衛生学部は、医学部と保健機関部の公衆衛生部とホーチミン市衛生研究所の保健管理の融合から設立された。
2000年、医療センターは500床に達した。その後、大学には7学部と大学医療センターを構成するまでになった。
なお、筑波大学のホーチミンオフィスがある。

## 沿革
- 1947年 フランス植民地時代のフランス領インドシナにおけるサイゴン大学の医学校として設立。
- 1961年8月 サイゴン医科大学とサイゴン薬科大学の2大学に分離。
- 1976年10月 政府より、3大学を統合しホーチミン市医科薬科大学と改称。
- 1990年 大学と保健省によって、さらに4つの学部と1つの病院を建設することが決定。
- 1994年 基礎科学部設置
- 1998年 伝統医学と医学技術と養護学部設置
- 1999年 公衆衛生学部設置
- 2000年 大学病院（250床）を開院。
- 2005年 政府より2つの戦略的な医療教育機関の一つとして認定。大学病院は650床まで増床。

## 学部
医学、薬学の大学院および大学院教育を提供しており、大学には7つの学部と1つの病院がある。
- 基礎科学部
- 医学部
- 薬学部
- 伝統医学部
- 公衆衛生学部
- 看護医療技術学部
- オドント・ストマトロジー学部
- 大学病院

### 大学職員の構成
- 大学スタッフ　1、393名
- スタッフ　　　434名
- 講師　　　　　959名
- 教授　        　8名
- 準教授　      104名
- Ph.D.         193名
- Master        318名

## 対外関係

### 日本における協定校
- 東京医科歯科大学
- 帝京平成大学
- 九州大学
- 国際医療福祉大学

部局間学術交流協定
- 歯学部と昭和大学 歯学部